# Кирил Дојчиновски
Кирил Дојчиновски (Скопље, 17. октобар 1943 — 10. август 2022) био је југословенски и македонски фудбалер.

## Каријера
Дојчиновски је фудбал почео да игра у екипи Вардара из Скопља. За први тим је дебитовао у сезони 1963/64. Дрес Вардара је носио до јуна 1967. године, и одиграо је укупно 106 првенствених утакмица.
Тада прелази у Црвену звезду, за коју је први пут наступио 22. јула 1967. године. До 14. маја 1974. одиграо је укупно 420 утакмица (од тога 189 првенствених) и постигао 11 голова. Са Црвеном звездом освајао је четири титуле првака Југославије (1967/68, 1968/69, 1969/70. и 1972/73.) и два трофеја Фудбалског купа Југославије (1968. и 1970)
Каријеру је наставио у Француској, у екипама Троа (1974—1975) и Париз (1975—1977), где је и завршио каријеру.

## Репрезентација
- За младу фудбалску репрезентацију Југославије је одиграо три утакмице, (1965—1967);
- За „Б“ фудбалску репрезентацију Југославије је одиграо три утакмице, (1964—1966);
- За сениорску репрезентацију Југославије је одиграо шест утакмица, (1968—1970).

За сениорску репрезентацију Југославије је дебитовао 27. октобра 1968. године, на утакмици против Шпаније (0:0) у Београду. Своју последњу утакмицу за репрезентацију одиграо је на утакмици у Хановеру против Немачке (0:1) 13. маја 1970. године.
Био је на светском првенству 1974. али није одиграо ни једну утакмицу.

## Клубови
- Вардар Скопље (1963—1967)
- Црвена звезда Београд (1967—1974)
- Троа (1974—1975)
- Париз (1975—1977)